# Morango e Chocolate
Fresa y chocolate (bra/prt: Morango e Chocolate) é um filme méxico-cubano-espanhol de 1994, do gênero comédia |dramática, dirigido por Tomás Gutiérrez Alea e Juan Carlos Tabío, com roteiro de Senel Paz.

## Sinopse
A história passa-se em Havana em 1979. David, um estudante universitário comunista, conhece Diego, um artista gay descontente com a atitude do regime de Fidel Castro para com a comunidade LGBT e com a censura cultural. David tenta a todo o custo evitar qualquer convivência com Diego. Porém, diversas circunstâncias levam a que se estabeleça entre os dois uma sólida amizade, que nem os diferentes conceitos de vida conseguem perturbar.

## Elenco
- Jorge Perugorría......Diego
- Vladimir Cruz.......David
- Mirta Ibarra.......Nancy
- Francisco Gattorno…Miguel
- Joel Angelino......Germán

## Prémios e nomeações
| Prêmio/evento       | Categoria                               | Recipiente                              | Resultado                   |
| ------------------- | --------------------------------------- | --------------------------------------- | --------------------------- |
| Oscar 1995          | Melhor filme internacional              |                                         | Indicado[carece de fontes?] |
| Festival de Berlim  | Prémio Especial do Júri (Urso de Prata) | [ quem? ]                               | Venceu[carece de fontes?]   |
| Festival de Berlim  | Melhor realização                       | Tomás Gutiérrez Alea, Juan Carlos Tabío | Venceu[carece de fontes?]   |
| Festival de Berlim  | Urso de Ouro (melhor filme)             | [ quem? ]                               | Indicado[carece de fontes?] |
| Festival de Gramado | Kikito de Ouro de melhor filme          | [ quem? ]                               | Venceu[carece de fontes?]   |
| Festival de Gramado | Melhor Ator                             | Jorge Perugorría, Vladimir Cruz         | Venceu[carece de fontes?]   |
| Festival de Gramado | Melhor atriz coadjuvante                | Mirta Ibarra                            | Venceu[carece de fontes?]   |
| Festival de Gramado | Prémio do Público (Melhor filme)        | [ quem? ]                               | Venceu[carece de fontes?]   |